# Jean Cau
Jean Cau (Bram, 8 luglio 1925 – Parigi, 18 giugno 1993) è stato uno scrittore, giornalista e sceneggiatore francese.

## Biografia
Nato a Bram da Etienne Cau, un lavoratore agricolo poi impiegato di banca a Carcassone, e da Rose una donna delle pulizie, dopo aver concluso gli studi secondari grazie al suo maestro Castel, riesce ad ottenere una borsa di studio per la École Normale Súperieure di Parigi dove si laurea in filosofia. Nel 1946 avvicina Jean-Paul Sartre, del quale è grande ammiratore, guadagnandosene la simpatia e diventandone segretario per oltre 11 anni fino al 1957.
È stato giornalista e reporter per l'Express, Le Nouvel Observateur, Le Figaro e Paris Match.
Proveniente dall'estrema sinistra, dopo i suoi reportage nella Guerra d'Algeria si allontanò dalle idee di Sartre (pur senza mai parlare male del suo ex "Maestro") e si avvicinò progressivamente (dal 1960) verso la destra radicale, il "Groupement de recherche et d'études pour la civilisation européenne" (GRECE, chiamato anche "Nouvelle Droite"), scrivendo testi anticonformisti che criticavano la sinistra, la decadenza dell'Europa ed esaltando le tradizioni europee.
Amico personale di Alain Delon, scrisse la sceneggiatura di film come Borsalino e Il ribelle di Algeri, e il soggetto di Una donna come me.
In Italia sono stati pubblicati romanzi e saggi: Il Cavaliere, la Morte e il Diavolo (Volpe 1979; Settimo sigillo 2015), Una passione per Che Guevara (Vallecchi 2004), La pietà di Dio (Mondadori 1962), Il Papa è morto (Volpe 1969), Il popolo, la decadenza e gli dei (Settecolori, 1993),Toro (Longanesi 1962; Iduna 2019).

### Vita privata
Jean Cau aveva un posto fisso al ristorante Aristide al 121 di rue de Rome, nel 17 ° arrondissement di Parigi, come testimonia una targa (attualmente ristorante Clou de Fourchette). Vi si recava regolarmente per completare gli articoli per il Paris-Match in compagnia di Roger Thérond e altri collaboratori della redazione.
Era il compagno dell'attrice Louisa Colpeyn, madre di Patrick Modiano. Fu anche Jean Cau a introdurre il primo romanzo di Modiano Place de l'Étoile. Successivamente, dopo la morte di Cau, questa prefazione scomparve dalle successive edizioni di Gallimard.
Jean Cau era appassionato di corrida. Dedicò numerosi libri e articoli a questa forma di spettacolo, in cui esprimeva il suo attaccamento a un'arte che considerava l'eredità ancestrale dei riti pagani e dei giochi con animali selvatici. I suoi viaggi dalle ferias spagnole alle ferias francesi hanno ispirato, in particolare, Les Oreilles et la Queue, Sévillanes e La Folie corrida.
Riposa nel cimitero La Conte de Carcassonne. Oggi una stanza del municipio e una strada vicino allo stadio Albert Domec portano il suo nome.

## Opere
- Le Fort intérieur, Gallimard, 1948
- Maria-nègre, Gallimard, 1948 (ISBN 978-2070212842)
- Le Coup de barre, Gallimard, 1950 (ISBN 9782070212859)
- Le Tour d'un monde, Gallimard, 1952 (ISBN 978-2070212866)
- Les Paroissiens, Gallimard, 1958 (ISBN 978-2070212873)
- Mon village, Gallimard, 1958 (ISBN 978-2070212880)
- Vie et mort d'un toro brave, Gallimard, 1961
- La Pitié de Dieu, Gallimard, 1961 (ISBN 978-2070212903 et ISBN 978-2070365562) (Prix Goncourt)
- Les Parachutistes - Le Maître du monde, Gallimard, 1963 (ISBN 978-2070212910)
- Le Meurtre d'un enfant, Gallimard, 1965 (ISBN 978-2070212927)
- Lettre ouverte aux têtes de chiens occidentaux, Albin Michel, 1967 (ISBN 978-2226045768)
- Un testament de Staline, Grasset, 1967 (ISBN 978-0036186756)
- Les Yeux crevés, Gallimard, 1968 (pièce de théâtre)
- Le pape est mort, La Table Ronde, 1968 (ISBN 978-2710322184)
- Le Spectre de l'amour, Gallimard, 1968 (ISBN 978-2070268856)
- L'Agonie de la vieille, La Table Ronde, 1969 (ISBN 978-2710322061)
- Tropicanas, de la dictature et de la revolution sous les tropiques, Gallimard, 1970 (ISBN 978-2070268870)
- Les Entrailles du taureau, Gallimard, 1971 (ISBN 978-2070279951)
- Le Temps des esclaves, La Table Ronde, 1971 (ISBN 978-2710316862)
- Les Entrailles du taureau, Gallimard, 1971 (ISBN 978-2070279951)
- Ma misogynie, Julliard, 1972
- Les écuries de l'occident - traité de morale, La Table Ronde, 1973 (ISBN 978-2710312284)
- La Grande Prostituée - Traité de morale II, La Table Ronde, 1974 (ISBN 978-2710323150)
- Les Enfants, Gallimard, 1975 (ISBN 978-2070291663)
- Pourquoi la France, La Table Ronde, 1975 (ISBN 978-2710315858)
- Lettre ouverte à tout le monde, Albin Michel, 1976 (ISBN 978-2226003744)
- Otages, Gallimard, 1976 (ISBN 978-2070294336)
- Une nuit à Saint-Germain des Près, Julliard, 1977 (ISBN 978-2260000709)
- Discours de la décadence, Copernic, 1978 (ISBN 978-2859840150)
- Une passion pour Che Guevara, Julliard, 1979 (ISBN 978-2260001393)
- Nouvelles du paradis, Gallimard, 1980 (ISBN 978-2070299942)
- La Conquête de Zanzibar, Gallimard, 1980 (ISBN 978-2070290376)
- Le Grand Soleil, Julliard, 1981 (ISBN 978-2260002536)
- La Barbe et la Rose, La Table Ronde, 1982 (ISBN 978-2710300915)
- Une rose à la mer, La Table Ronde, 1983 (ISBN 978-2710301318)
- Proust, le chat et moi, La Table Ronde, 1984 (ISBN 978-2710301905)
- Croquis de mémoire, Julliard, 1985 (ISBN 978-2260004028, ISBN 978-2266016742 et ISBN 978-2710328896)
- Mon lieutenant, Julliard, 1985 (ISBN 978-2260004202)
- Sévillanes, Julliard, 1987 (ISBN 978-2260005087)
- Les Culottes courtes, Le Pré-aux-Clercs, 1988 (ISBN 978-2714421265 et ISBN 978-2253056089)
- La Grande Maison, Le Pré-aux-Clercs, 1988 (ISBN 978-2714422927)
- Le Choc de 1940, Fixot, 1990 (ISBN 978-2876450929)
- Les Oreilles et la Queue, Gallimard, 1990 (ISBN 978-2070719860)
- Le Roman de Carmen, Editions de Fallois, 1990 (ISBN 978-2877060875)
- La Rumeur de Mazamet, Le Pré aux Clers, 1991 (ISBN 978-2714426666)
- L'Ivresse des intellectuels : Pastis, Whisky et Marxisme, Plon, 1992 (ISBN 978-2259025171)
- L'Innocent, Flammarion, 1992 (ISBN 978-2080644565)
- Nimeno II, torero de France, Marval, 1992 (ISBN 978-2862341064)
- La Folie corrida, Gallimard, 1992 (ISBN 978-2070726660)
- Au fil du lait, Educagri, 1993 (ISBN 978-2866211769)
- Contre-attaques : éloge incongrue du lourd, Labyrinthe, 1993 (ISBN 978-2869800113)
- L'Orgueil des mots, Filipacchi, 1995 (ISBN 978-2850183744) (posthume)
- Fernando Botero, la corrida, La Bibliothèque des Arts, 2001 (ISBN 978-2850471599) (posthume)
- Monsieur de Quichotte, Le Rocher, 2005 (ISBN 978-2268051666) (posthume ou réédition ?)
- Le Candidat (préface d'Alain Delon), Xénia, 2007 (ISBN 978-2888920496) (posthume)